# بيلي جيفورد
بيلي جيفورد (بالإنجليزية: Baillie Gifford)‏ هي شركة لإدارة الاستثمار مملوكة بالكامل من قبل الشركاء، وجميعهم يعملون داخل الشركة. تأسست في إدنبرة، إسكتلندا، في عام 1908 ولا يزال مقرها الرئيسي في المدينة. لديها مكاتب للشركات في نيويورك ولندن.